# 益田親施
益田 親施（ますだ ちかのぶ）は、江戸時代末期（幕末）の長州藩士。益田家第33代当主。長州藩永代家老・須佐領主益田家14代。益田元宣の三男。通称は右衛門介（うえもんのすけ）。
諱は初め兼施（かねのぶ）、後に長州藩主毛利敬親より偏諱の授与を受けて親施と名乗る。

## 生涯
天保4年（1833年）9月2日、益田元宣の三男として生まれる。母は益田房清の娘・孝子。
嘉永2年（1849年）、父・元宣が死去し、兄の親興（ちかおき）も既に亡くなっていたため、家督を継いだ。同年、吉田松陰の山鹿流兵学に入門。嘉永6年（1853年）、アメリカ合衆国のマシュー・ペリーが浦賀に来航すると、浦賀総奉行として着任する。安政3年（1856年）には長州藩の国家老となった。安政5年（1858年）、通商条約問題が起こると、益田は周布政之助らと共に朝廷の意思に従って攘夷を決行すべきと江戸幕府に提言し、「朝廷に対しては忠節、幕府に対しては信義、祖先には孝道」という藩の三大原則を打ち出した。
文久3年（1863年）には上洛して孝明天皇に謁見し、真木保臣らと共に過激な尊皇攘夷に走ろうとした。しかし同年の八月十八日の政変で長州をはじめとする尊皇攘夷派が京都から追放されると、益田は七卿落ちで朝廷から追放された7人の公卿と共に長州に帰国した。その後、失った勢力を取り戻すため、翌元治元年（1864年）に上洛、福原元僴、国司親相、久坂玄瑞や来島又兵衛らと共に出陣して長州軍の指揮を執るが、薩摩藩・会津藩連合軍の前に敗れ（禁門の変）、長州に帰国した。
そして責任を取る形で領地の阿武郡須佐に引き込んだが、同年に行なわれた第一次長州征伐で、幕府軍より益田に責任が問われて、徳山藩に身柄を預けられた後、11月11日、惣持院にて切腹を命じられ、自刃した。享年32。
この時、実子の精次郎（後の精祥）は3歳とまだ幼少であったため、妹・房子の夫となった桂親澄改め益田親祥が中継ぎの当主として家督を継承するが、結局翌慶応元年（1865年）3月に精次郎が家督を相続している。

## 関連作品
- 天皇の世紀 - 演：宮川洋一 （ABCテレビ・国際放映、1971年）
- 白虎隊 - 演：荒木茂 （日本テレビ年末時代劇スペシャル、1986年）
- 白虎隊 - 演：並木史朗 （テレビ朝日、2007年）